# Trematocephalus
Trematocephalus es un género de arañas araneomorfas de la familia Linyphiidae. Se encuentra en la zona paleártica y Sri Lanka.

## Lista de especies
Según The World Spider Catalog 12.0:
- Trematocephalus cristatus (Wider, 1834)
- Trematocephalus obscurus Denis, 1950
- Trematocephalus simplex Simon, 1894
- Trematocephalus tripunctatus Simon, 1894